# 莫羅斯基約灣

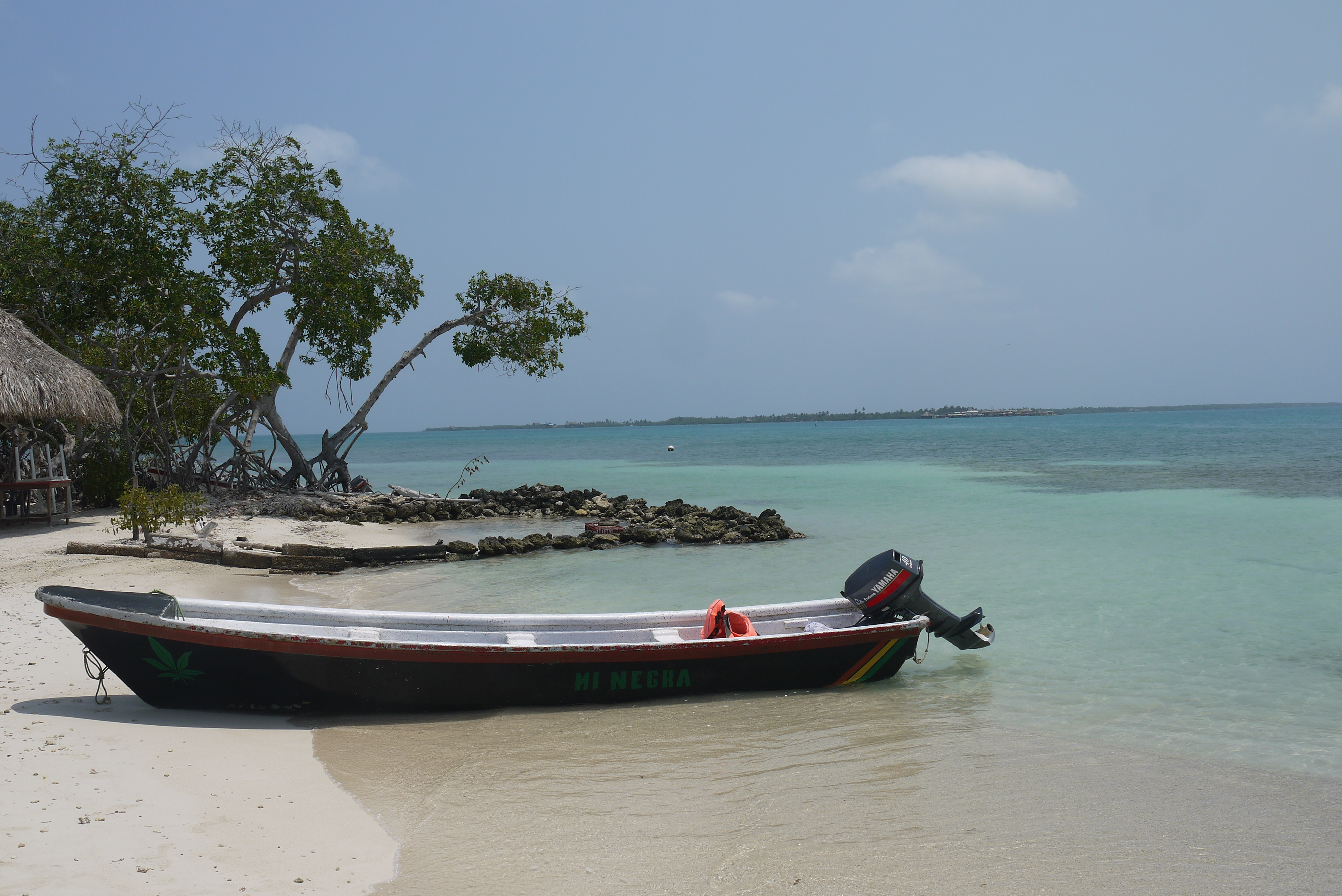
莫羅斯基約灣的海灘

莫羅斯基約灣（西班牙語：Golfo de Morrosquillo）是哥倫比亞的海灣，位於該國北岸加勒比海南部，距離錫努河口約80公里，由蘇克雷省和科爾多瓦省負責管轄，長40公里、寬25公里。
9°35′00″N 75°40′00″W / 9.5833°N 75.6667°W